# Ordinateur quantique à ions piégés

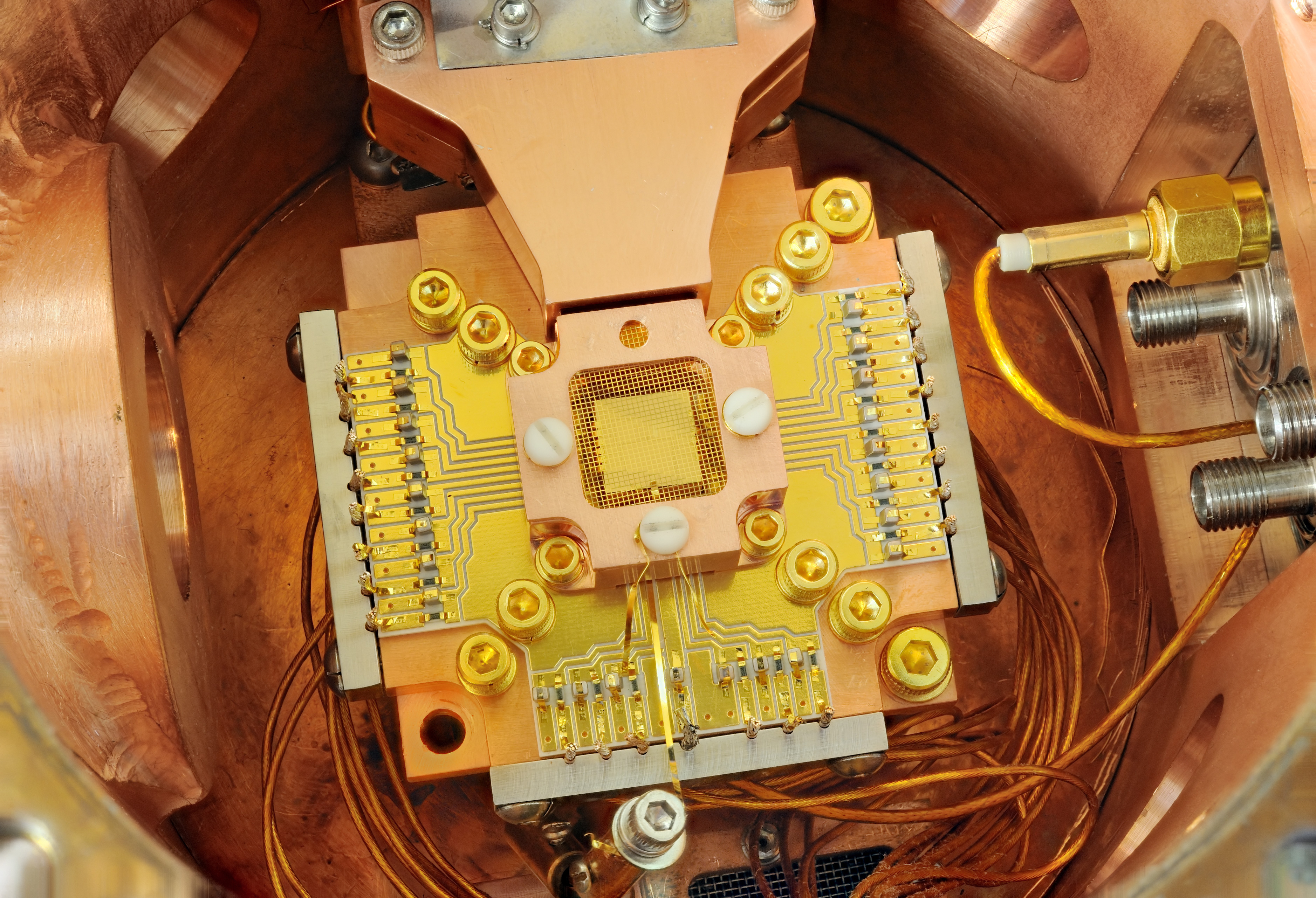
Piège à ions sur une puce dédiée à l'informatique quantique (2011, au NIST).

L'ordinateur quantique à ions piégés est un système informatique de type ordinateur quantique à grande échelle ; une plateforme matérielle reposant sur l'utilisation d'ions atomiques confinés dans des pièges électromagnétiques pour servir de qubits, les unités fondamentales de l'information quantique. Les ions, ou particules atomiques chargées, peuvent en effet être confinés et suspendus dans l'espace libre grâce à des champs électromagnétiques. Des qubits peuvent être stockés dans les états électroniques stables de chaque ion, et l'information quantique peut être transférée par le mouvement quantifié collectif des ions dans un piège partagé (interagissant par la force de Coulomb). Ces ions, généralement des atomes chargés positivement, sont maintenus en suspension dans le vide grâce à des champs électriques et magnétiques, permettant leur manipulation individuelle avec une grande précision. Chaque ion encode un qubit dans ses états électroniques internes, qui peuvent être contrôlés par des impulsions laser ou micro-ondes. L'un des avantages majeurs de cette architecture réside dans la stabilité et la cohérence des qubits, ainsi que dans la possibilité de réaliser des opérations quantiques universelles avec une fidélité élevée. Les ions peuvent être disposés en chaînes linéaires ou en réseaux modulaires, facilitant l'extension vers des systèmes à grande échelle. Des techniques comme l'utilisation d'états de Rydberg ou de champs électriques pulsés permettent d'accélérer les opérations multi-qubits, réduisant ainsi les temps de calcul. Cette approche est considérée comme l'une des plus prometteuses pour le développement d'ordinateurs quantiques évolutifs, bien que des défis subsistent, notamment en matière de transport d'ions, de réduction des erreurs de diaphonie et de gestion thermique des dispositifs.
Des lasers sont utilisés pour induire un couplage entre les états des qubits (pour les opérations sur un seul qubit) ou un couplage entre les états internes des qubits et les états de mouvement externes (pour l'intrication entre qubits).
Les opérations fondamentales d'un ordinateur quantique ont été démontrées expérimentalement (avec la plus grande précision actuelle) dans les systèmes à ions piégés. Des schémas prometteurs sont en cours de développement pour adapter le système à un nombre arbitrairement grand de qubits ; ils incluent le transport d'ions vers des emplacements spatialement distincts dans un réseau de pièges à ions, la construction d'états intriqués de grande taille via des réseaux photoniquement connectés de chaînes d'ions intriquées à distance, et divers types de combinaisons de ces deux idées.
Cela fait du système d'ordinateur quantique à ions piégés l'une des architectures les plus prometteuses pour un ordinateur quantique universel et évolutif. En décembre 2023, le plus grand nombre de particules pouvant être intriquées de manière contrôlable était de 32 ions piégés.

## Histoire
Le premier schéma d'implémentation d'une porte quantique contrôlée NON a été proposé par Ignacio Cirac et Peter Zoller en 1995, spécifiquement pour le système à ions piégés. La même année, une étape clé dans la conception de la porte contrôlée NON a été réalisée expérimentalement au sein du groupe de stockage ionique du National Institute of Standards and Technology, et la recherche en informatique quantique a commencé à prendre son essor dans le monde entier. 

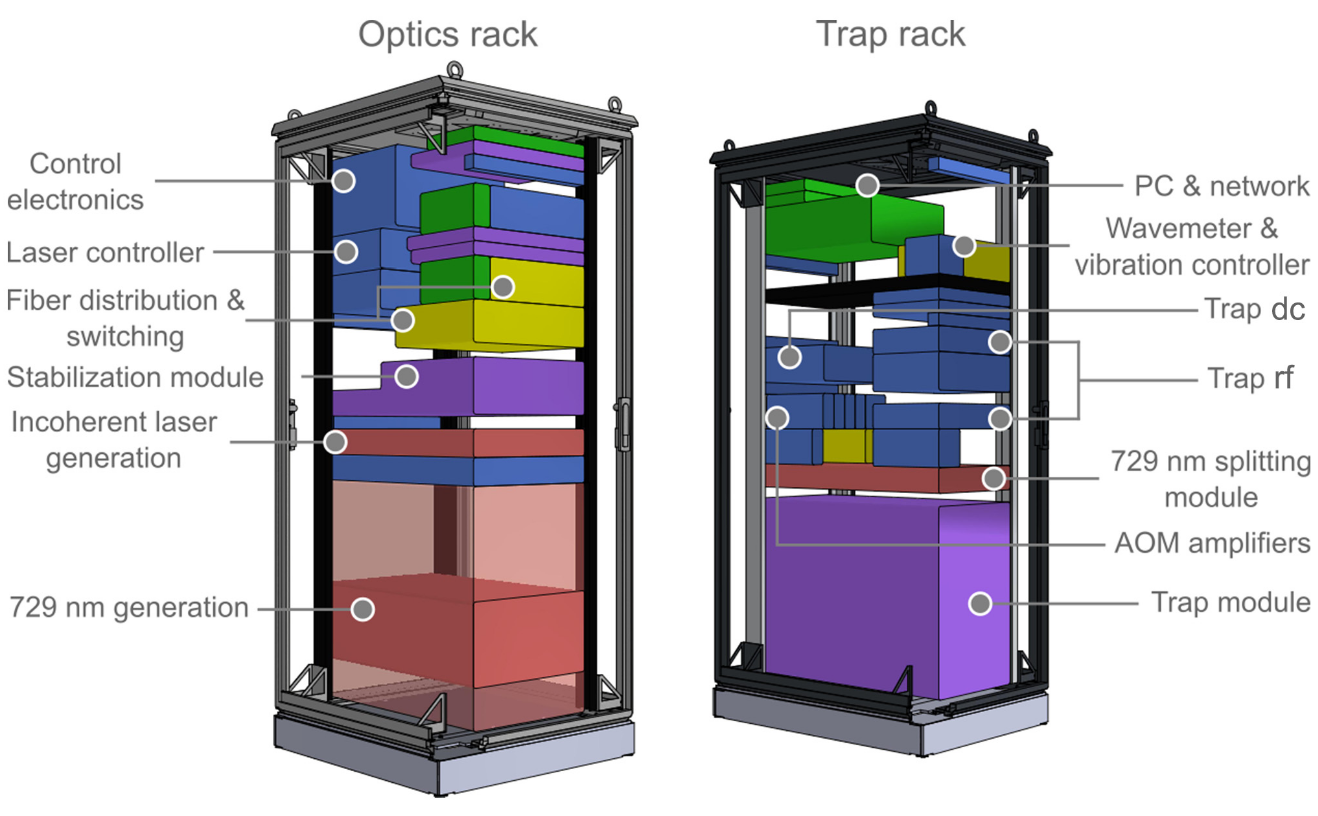
Modèle réduit simplifié.

En 2021, des chercheurs de l'université d'Innsbruck ont présenté un démonstrateur d'informatique quantique qui s'intègre dans deux racks de serveurs de 19 pouces, le premier ordinateur quantique compact à ions piégés conforme aux normes de qualité au monde,.

## Piège de Paul

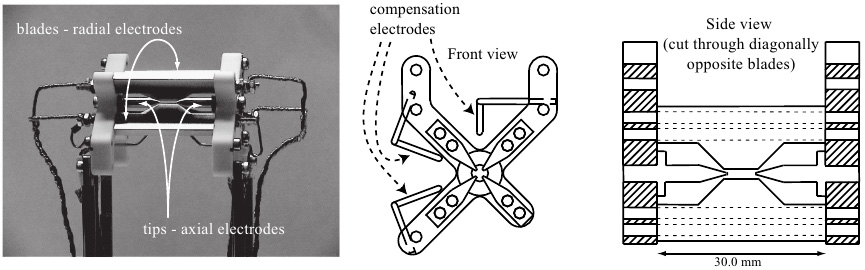
Piège de Paul linéaire classique à Innsbruck pour une chaîne d'ions calcium.

Le piège à ions quadripolaire électrodynamique actuellement utilisé dans la recherche sur l'informatique quantique à ions piégés a été inventé dès les années 1950, par Wolfgang Paul (prix Nobel pour ses travaux en 1989). En raison du théorème d'Earnshaw, les particules chargées ne peuvent pas être piégées en 3D par de simples forces électrostatiques. À la place, un champ électrique oscillant à radiofréquence (RF) est appliqué, formant un potentiel en forme de selle tournant à la fréquence RF. Si le champ RF présente les paramètres adéquats (en termes de fréquence d'oscillation et d'intensité du champ), la particule chargée est effectivement piégée au point de selle par une force de rappel, le mouvement étant décrit par un ensemble d'équations de Mathieu.
Ce point de selle est le point de grandeur d'énergie minimisée, {\displaystyle |E(\mathbf {x} )|}, pour les ions dans le champ potentiel. Le piège de Paul est souvent décrit comme un puits de potentiel harmonique qui piège les ions en deux dimensions (supposons {\displaystyle {\hat {x}}} et {\displaystyle {\widehat {y}}} sans perte de généralité) et ne piège pas les ions dans le {\displaystyle {\widehat {z}}} direction. Lorsque plusieurs ions sont au point de selle et que le système est à l'équilibre, les ions ne sont libres de se déplacer que dans {\displaystyle {\widehat {z}}}. Par conséquent, les ions se repousseront et créeront une configuration verticale dans {\displaystyle {\widehat {z}}}, le cas le plus simple étant un brin linéaire de seulement quelques ions,,,. Les interactions coulombiennes de complexité croissante créeront une configuration ionique plus complexe si de nombreux ions sont initialisés dans le même piège. De plus, les vibrations supplémentaires des ions ajoutés compliquent considérablement le système quantique, ce qui rend l'initialisation et le calcul plus difficiles.
Une fois piégés, les ions doivent être refroidis de telle sorte que {\displaystyle k_{\rm {B}}T\ll \hbar \omega _{z}} (voir régime de Lamb Dicke). Ceci peut être obtenu par une combinaison de refroidissement Doppler et de refroidissement par bande latérale résolue. À cette très basse température, l'énergie vibrationnelle dans le piège à ions est quantifiée en phonons par les états propres énergétiques du brin ionique, appelés modes vibrationnels du centre de masse. L'énergie d'un phonon est donnée par la relation {\displaystyle \hbar \omega _{z}} Ces états quantiques se produisent lorsque les ions piégés vibrent ensemble et sont complètement isolés de l'environnement extérieur. Si les ions ne sont pas correctement isolés, du bruit peut résulter de leur interaction avec des champs électromagnétiques externes, ce qui crée des mouvements aléatoires et détruit les états énergétiques quantifiés.

## Exigences pour le calcul quantique

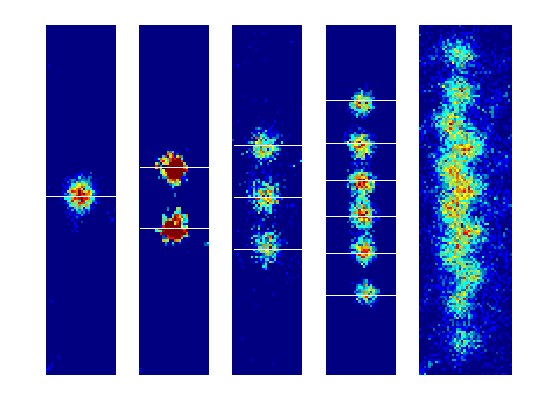
Ions magnésium dans un piège à ions.

Les exigences permettant à une ordinateur quantique de correctement fonctionner ne sont pas encore entièrement connues, mais plusieurs critères,  généralement acceptées ont été listés par David DiVincenzo.

### Qubits
Tout système quantique à deux niveaux peut former un qubit, et il existe deux manières principales de former un qubit en utilisant les états électroniques d'un ion :
1. Deux niveaux hyperfins de l'état fondamental (appelés « qubits hyperfins »)
2. Un niveau d'état fondamental et un niveau excité (appelés « qubits optiques »)

Les qubits hyperfins ont une durée de vie extrêmement longue (temps de décroissance de l'ordre de milliers à millions d'années) et sont stables en phase/fréquence (traditionnellement utilisés pour les étalons de fréquence atomiques). Les qubits optiques ont également une durée de vie relativement longue (avec un temps de décroissance de l'ordre d'une seconde), comparé au temps de fonctionnement de la porte logique (qui est de l'ordre de microsecondes). L'utilisation de chaque type de qubit pose ses propres défis distincts en laboratoire.

### Initialisation
Les états qubits ioniques peuvent être préparés dans un état qubit spécifique grâce à un procédé appelé pompage optique. Dans ce procédé, un laser couple l'ion à des états excités qui finissent par se désintégrer en un état non couplé au laser. Une fois cet état atteint, l'ion ne dispose plus de niveaux excités auxquels se coupler en présence du laser et reste donc dans cet état. Si l'ion se désintègre en l'un des autres états, le laser continue de l'exciter jusqu'à ce qu'il se désintègre en un état qui n'interagit pas avec le laser. Ce processus d'initialisation est standard dans de nombreuses expériences de physique et peut être réalisé avec une fidélité extrêmement élevée (> 99,9 %).
L'état initial du système pour le calcul quantique peut donc être décrit par les ions dans leurs états fondamentaux hyperfins et mouvementés, ce qui donne un état initial de phonon au centre de masse de {\displaystyle |0\rangle } (zéro phonon).

### Mesures
En physique quantique, mesurer l'état du qubit stocké dans un ion est relativement simple. Appliquée aux ions piégés, le terme « coupler » signifie qu'un faisceau laser est réglé pour interagir exclusivement avec l'un des deux états quantiques définissant le qubit, généralement l'état excité \|1⟩, sans affecter l'état \|0⟩ ; cette interaction sélective permet, lors d'une mesure, de provoquer l'excitation de l'ion si celui-ci se trouve dans l'état couplé, menant à l'émission d'un photon observable lors de sa désexcitation, ce qui permet de déduire le résultat du calcul quantique sans perturber les autres qubits du système. Lorsque l'ion s'effondre dans cet état pendant la mesure, le laser l'excite, ce qui libère un photon lors de sa désintégration. Après cette désintégration, l'ion est continuellement excité par le laser et émet des photons de manière répétée. Ces photons peuvent être collectés par un tube photomultiplicateur (PMT) ou une caméra à dispositif à couplage de charge (CCD). Si l'ion s'effondre dans l'autre état du qubit, il n'interagit pas avec le laser et aucun photon n'est émis. En comptant le nombre de photons collectés, l'état de l'ion peut être déterminé avec une très grande précision (> 99,99 %).

### Rotation arbitraire d'un seul qubit
L'une des exigences de l'informatique quantique universelle est de modifier de manière cohérente l'état d'un qubit. Par exemple, cela peut transformer un qubit initial à 0 en une superposition arbitraire de 0 et 1 définie par l'utilisateur. Dans un système à ions piégés, cela se fait souvent par des transitions dipolaires magnétiques ou des transitions Raman stimulées pour les qubits hyperfins, et des transitions quadripolaires électriques pour les qubits optiques. Le terme « rotation » fait référence à la représentation de la sphère de Bloch de l'état pur d'un qubit. La fidélité de la porte peut être supérieure à 99 %.
Les opérateurs de rotation {\displaystyle R_{x}(\theta )} et {\displaystyle R_{y}(\theta )} peuvent être appliqués à des ions individuels en manipulant la fréquence d'un champ électromagnétique externe et en exposant les ions à ce champ pendant une durée déterminée. Ces contrôles créent un hamiltonien de la forme {\displaystyle H_{I}^{i}=\hbar \Omega /2(S_{+}\exp(i\phi )+S_{-}\exp(-i\phi ))} ; où  {\displaystyle S_{+}} et {\displaystyle S_{-}} sont les opérateurs d'élévation et d'abaissement du spin (voir opérateur d'échelle). Ces rotations sont les éléments constitutifs universels des portes à qubit unique en informatique quantique.
Pour obtenir l'hamiltonien de l'interaction ion-laser, on applique le modèle de Jaynes-Cummings. Une fois l'hamiltonien trouvé, la formule de l'opération unitaire effectuée sur le qubit peut être déduite en utilisant les principes de l'évolution du temps quantique. Bien que ce modèle utilise l' approximation des ondes tournantes, il s'avère efficace pour le calcul quantique à ions piégés.

### Deux portes d'intrication de qubits
Depuis l'exemple de la porte NON contrôlée proposée par Cirac et Zoller en 1995, de nombreux schémas équivalents, mais plus robustes, ont été proposés, et mis en œuvre expérimentalement depuis. Des travaux théoriques récents de JJ. Garcia-Ripoll, Cirac et Zoller ont montré qu'il n'existe pas de limitation fondamentale à la vitesse des portes intriquées, mais les portes dans ce régime impulsif (plus rapide qu'une microseconde) n'ont pas encore été démontrées expérimentalement.
Ces implémentations se sont montrées fidèles à plus de 99 %.

### Conceptions de pièges évolutives
pour résoudre des problèmes de calcul complexes, les ordinateurs quantiques doivent pouvoir initialiser, stocker et manipuler simultanément de nombreux qubits. Cependant, comme indiqué plus haut, seul un nombre fini de qubits peut être stocké dans chaque piège tout en conservant leurs capacités de calcul. Il est donc nécessaire de concevoir des pièges à ions interconnectés, capables de transférer l'information d'un piège à l'autre. Les ions peuvent être séparés d'une même région d'interaction vers des régions de stockage individuelles, puis rassemblés sans perdre l'information quantique stockée dans leurs états internes. Les ions peuvent aussi être amenés à tourner à une jonction en « T », permettant ainsi la conception d'un réseau de pièges bidimensionnel.
Des techniques de fabrication de semi-conducteurs ont aussi été utilisées pour fabriquer une nouvelle génération de pièges à ions, en faisant du « piège à ions sur puce » une réalité (ex. : dispositif à couplage de charge quantique (QCCD) conçu par D. Kielpinski, Christopher Monroe et David J. Wineland). Les QCCD ressemblent à des labyrinthes d'électrodes avec des zones dédiées au stockage et à la manipulation des qubits.
Le potentiel électrique variable créé par les électrodes permet à la fois de piéger les ions dans des régions spécifiques et de les déplacer à travers les canaux de transport, ce qui rend inutile le confinement de tous les ions dans un seul piège. Les ions de la région mémoire du QCCD sont isolés de toute opération ; l'information contenue dans leurs états est donc conservée pour une utilisation ultérieure. Les portes, y compris celles qui enchevêtrent deux états ioniques, sont appliquées aux qubits de la région d'interaction par la méthode déjà décrite dans cet article.

#### Décohérence dans les pièges évolutifs
Lorsqu'un ion est transporté entre des régions dans un piège interconnecté et est soumis à un champ magnétique non uniforme, une décohérence peut se produire sous la forme de l'équation ci-dessous (voir effet Zeeman). Cela modifie effectivement la phase relative de l'état quantique. Les flèches haut et bas correspondent à un état de qubit de superposition générale, dans ce cas les états fondamental et excité de l'ion.
{\displaystyle \left|\uparrow \right\rangle +\left|\downarrow \right\rangle \longrightarrow \exp(i\alpha )\left|\uparrow \right\rangle +\left|\downarrow \right\rangle }
Des phases relatives supplémentaires pourraient résulter de mouvements physiques du piège ou de la présence de champs électriques non intentionnels. Si l'utilisateur pouvait déterminer le paramètre α, la prise en compte de cette décohérence serait relativement simple, car des processus d'information quantique connus existent pour corriger une phase relative. Mais comme α issu de l'interaction avec le champ magnétique es dépendant du chemin, le problème est extrêmement complexe. Compte tenu des multiples façons dont la décohérence d'une phase relative peut être introduite dans un piège à ions, ré-imaginer l'état ionique dans une nouvelle base qui minimise la décohérence pourrait être un moyen d'éliminer le problème.
Une façon de lutter contre la décohérence est de représenter l'état quantique dans une nouvelle base appelée sous-espaces sans décohérence, ou DFS, avec des états de base {\displaystyle \left|\uparrow \downarrow \right\rangle } et {\displaystyle \left|\downarrow \uparrow \right\rangle }. Le DFS est en fait le sous-espace de deux états ioniques, de sorte que si les deux ions acquièrent la même phase relative, l'état quantique total dans le DFS ne sera pas affecté.

## Défis
Les ordinateurs quantiques à ions piégés répondent théoriquement à tous les critères de DiVincenzo pour l'informatique quantique, mais plusieurs défis sont encore à relever : l'initialisation des états de mouvement des ions, et la durée de vie relativement brève des états de phonons.

### Implémentation de la porte CNOT
La porte NOT contrôlée est un composant crucial pour l'informatique quantique, car n'importe quelle porte quantique peut être créée par une combinaison de portes CNOT et de rotations à un seul qubit. Il est donc important qu'un ordinateur quantique à ions piégés puisse effectuer cette opération en répondant aux trois exigences suivantes.
Tout d'abord, l'ordinateur quantique à ions piégés doit être capable d'effectuer des rotations arbitraires sur les qubits (voir section « rotation arbitraire d'un seul qubit »).
Le composant suivant d'une porte CNOT est la porte à inversion de phase contrôlée, ou porte X contrôlée (voir porte logique quantique). Dans un ordinateur quantique à ions piégés, l'état du phonon du centre de masse sert de qubit de contrôle, et l'état de spin atomique interne de l'ion est le qubit de travail. La phase du qubit de travail sera donc inversée si le qubit du phonon est dans cet état. {\displaystyle |1\rangle }.
Enfin, une porte SWAP doit être implémentée, agissant à la fois sur l'état ionique et sur l'état photonique.
Deux schémas alternatifs pour représenter les portes CNOT sont présentés dans Quantum Computation and Quantum Information de Michael Nielsen et Isaac Chuang et dans Quantum Computation with Cold Trapped Ions de Cirac et Zoller,.